# ديمتريوس هوبكينز
ديمتريوس هوبكينز (بالإنجليزية: Demetrius Hopkins)‏ (10 أكتوبر 1980 بفيلادلفيا في الولايات المتحدة - ) هو ملاكم أمريكي، صنّف ضمن فئة وزن خفيف الوسط ‏.

## إحصائيات
خاض خلال مسيرته 37 نزالا، فاز في 33 وتعادل في 1 وخسر في 3. فاز بالضربة القاضية في 13 نزالا.

## روابط خارجية
- ديمتريوس هوبكينز على موقع بوكس ريك (الإنجليزية) (registration required)